# Jagdstaffel 2
La Jagdstaffel 2 (in tedesco: Königlich Preußische Jagdstaffel Nr 2, abbreviato in Jasta 2 e conosciuta anche con il nome di Jasta Boelcke) era una squadriglia (staffel) da caccia della componente aerea del Deutsches Heer, l'esercito dell'Impero tedesco, durante la prima guerra mondiale (1914-1918). È stata la seconda squadriglia da caccia con il maggior numero di vittorie aeree della Luftstreitkräfte dopo la Jagdstaffel 11.

## Storia

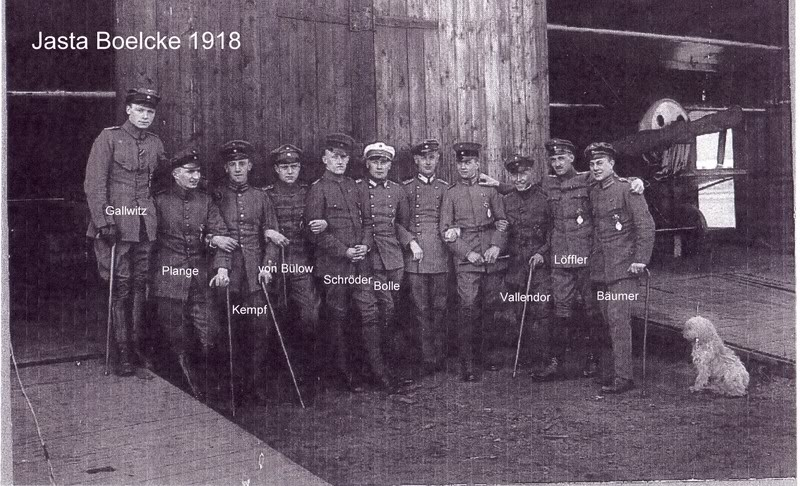
Piloti della Jasta 2 - 1918

La Jasta 2 è stata la prima squadriglia creata all'interno della nuova organizzazione dell'aviazione militare tedesca che venne chiamata Deutsche Luftstreitkräfte; questa riorganizzazione venne ispirata dalle esperienze di Boelcke che scrisse le sue teorie e tecniche in documento conosciuto come "Dicta Boelcke" dove, tra l'altro, esprime le sue opinioni sulla creazione di una componente aerea dedicata alla caccia e all'organizzazione di questa componente in squadriglie. Assegnata alla 1ª armata dell'esercito tedesco, il gruppo venne creato con l'intenzione che proprio l'hauptmann Oswald Boelcke sarebbe stato il comandante. La Jagdstaffel 2 è stata costituita il 10 agosto 1916 a Bertincourt. In quel periodo Boelcke era stato inviato nei Balcani per delle ispezioni. Transitando dall'Austria raggiunse la Turchia e al suo ritorno visitò la Bulgaria e il fronte russo. Mentre si stava recando a Kovel per far visita al Kaiser Guglielmo II ricevette un telegramma dal capo dell'aviazione tedesca, Feldflugchef (Capo di Stato Maggiore dell'Aviazione) Oberstleutnant Hermann von der Lieth-Thomsen con la nomina a comandante e con il compito di organizzare la nascente unità da caccia. Gli fu dato il permesso di scegliere i propri piloti per formare la squadriglia e, tra i primi, furono chiamati Manfred von Richthofen, Erwin Böhme e Hans Reimann.
Boelcke prese il comando effettivo il 30 agosto 1916. L'unità si stabilì presso gli edifici lasciati liberi dalla FFA 32 nei pressi di Vélu. I primi aerei, due Fokker D.III e un Albatros D.I, furono consegnati il 1º settembre e il 16 dello stesso mese furono aggiunti cinque nuovi Albatros D.I per i piloti e un nuovo Albatros D.II per il comandante che furono subito usati in azione per stabilire la superiorità aerea locale. Proprio il 16 settembre alle ore 13:00 Boelcke e cinque dei suoi piloti decollarono e intercettarono 14  bombardieri britannici pronti a sganciare i loro ordigni sulla stazione ferroviaria di Marcoing. Riuscirono a rompere la formazione britannica e ad abbattere 3 bombardieri, uno dei quali precipitato per opera proprio di Boelcke.
Boelcke morì il 28 ottobre 1916 a causa di uno scontro con un pilota della sua squadra, Böhme che sopravvisse. Il suo posto venne preso dall'Oberleutnant Stefan Kirmaier che aveva al suo attivo 10 vittorie aeree confermate. Kirmaier rimase in carica fino al 22 novembre, giorno in cui morì. Una settimana dopo arrivò dalla Jagdstaffel 29 il capitano Franz Walz a prendere il comando della squadriglia. La Jasta 2 venne rinominata "Jasta Boelcke" il 17 dicembre in onore del loro primo comandante.
La 100ª vittoria della squadriglia fu ottenuta nel mese di febbraio del 1917. La Jasta venne trasferita a Eswars il 14 marzo per poi arrivare a Pronville pochi giorni dopo.
Nel mese di febbraio 1918 la Jasta 2 entrò a far parte della nuova Jagdgeschwader 3 sotto il comando di Bruno Loerzer. 
L'Oberleutnant Karl Bolle è stato l'ultimo Staffelführer (comandante) della Jagdstaffel 2, dal settembre del 1918 fino alla fine della guerra. La Jasta è stata smobilitata l'11 novembre 1918.
Alla fine della prima guerra mondiale la Jagdstaffel 2 risultava la seconda squadriglia con il più alto numero di vittorie aeree confermate, con 336 abbattimenti. Almeno 25 piloti sono divenuti assi dell'aviazione tedesca. Di contro, la Jasta 2 perse 31 piloti, 2 furono fatti prigionieri di guerra, 2 piloti morirono in incidenti di volo e 9 furono feriti in azione.

## Lista dei comandanti della Jagdstaffel 2
Di seguito vengono riportati i nomi dei piloti che si succedettero al comando della Jagdstaffel 2.
| Grado        | Nome                       | Periodo                              |
| ------------ | -------------------------- | ------------------------------------ |
| Hauptmann    | Oswald Boelcke             | 27 agosto 1916 - 28 ottobre 1916     |
| Oberleutnant | Stefan Kirmaier            | 30 ottobre 1916 - 22 novembre 1916   |
| Oberleutnant | Karl-Heinrich Bodenschatz  | 22 novembre 1916 - 29 novembre 1916  |
| Hauptmann    | Franz Walz                 | 29 novembre 1916 - 9 giugno 1917     |
| Oberleutnant | Fritz Otto Bernert         | 9 giugno 1917 - 18 agosto 1917       |
| Leutnant     | Erwin Böhme                | 18 agosto 1917 - 29 novembre 1917    |
| Leutnant     | Eberhard Fr. von Gudenburg | 29 novembre 1917 - 13 dicembre 1917  |
| Leutnant     | Walter von Bülow-Bothkamp  | 13 dicembre 1917 - 6 gennaio 1918    |
| Leutnant     | Max Ritter von Müller      | 6 gennaio 1918 - 9 gennaio 1918      |
| Leutnant     | Theodor Cammann            | 9 gennaio 1918 - 26 gennaio 1918     |
| Leutnant     | Otto Walter Höhne          | 26 gennaio 1918 - 20 febbraio 1918   |
| Leutnant     | Karl Bolle                 | 20 febbraio 1918 - 4 settembre 1918  |
| Leutnant     | Otto Löffler               | 4 settembre 1918 - 18 settembre 1918 |
| Leutnant     | Karl Bolle                 | 18 settembre 1918 - 11 novembre 1918 |

## Lista degli assi che hanno prestato servizio nella Jagdstaffel 2
Di seguito vengono elencati i nomi dei piloti che hanno prestato servizio nella Jagdstaffel 2 con il numero di vittorie conseguite durante il servizio nella squadriglia e riportando tra parentesi il numero di vittorie aeree totali conseguite.
| Asso                      | Vittorie |
| ------------------------- | -------- |
| Paul Bäumer               | 40 (43)  |
| Karl Bolle                | 31 (36)  |
| Werner Voss               | 28 (48)  |
| Erwin Böhme               | 22 (24)  |
| Oswald Boelcke            | 21 (40)  |
| Fritz Otto Bernert        | 17 (27)  |
| Ernst Bormann             | 16       |
| Manfred von Richthofen    | 16 (80)  |
| Otto Löffler              | 15       |
| Max Ritter von Müller     | 12 (36)  |
| Hermann Frommherz         | 10 (32)  |
| Alfred Lindenberger       | 9 (12)   |
| Karl Gallwitz             | 8 (10)   |
| Stefan Kirmaier           | 8 (11)   |
| Gerhard Bassenge          | 7        |
| Richard Plange            | 7        |
| Otto Walter Höhne         | 6        |
| Hans Imelmann             | 6        |
| Erich König               | 6        |
| Hermann Vallendor         | 6        |
| Leopold Rudolf Reimann    | 4 (5)    |
| Adolf Ritter von Tutschek | 3 (27)   |
| Dieter Collin             | 2 (13)   |
| Theodor Cammann           | 1 (12)   |
| Franz Josef Walz          | 1 (7)    |

## Lista degli aerei utilizzati della Jagdstaffel 2
- Albatros D.I
- Albatros D.II
- Albatros D.III
- Fokker D.III
- Fokker Dr.I
- Fokker D.VII

## Galleria d'immagini

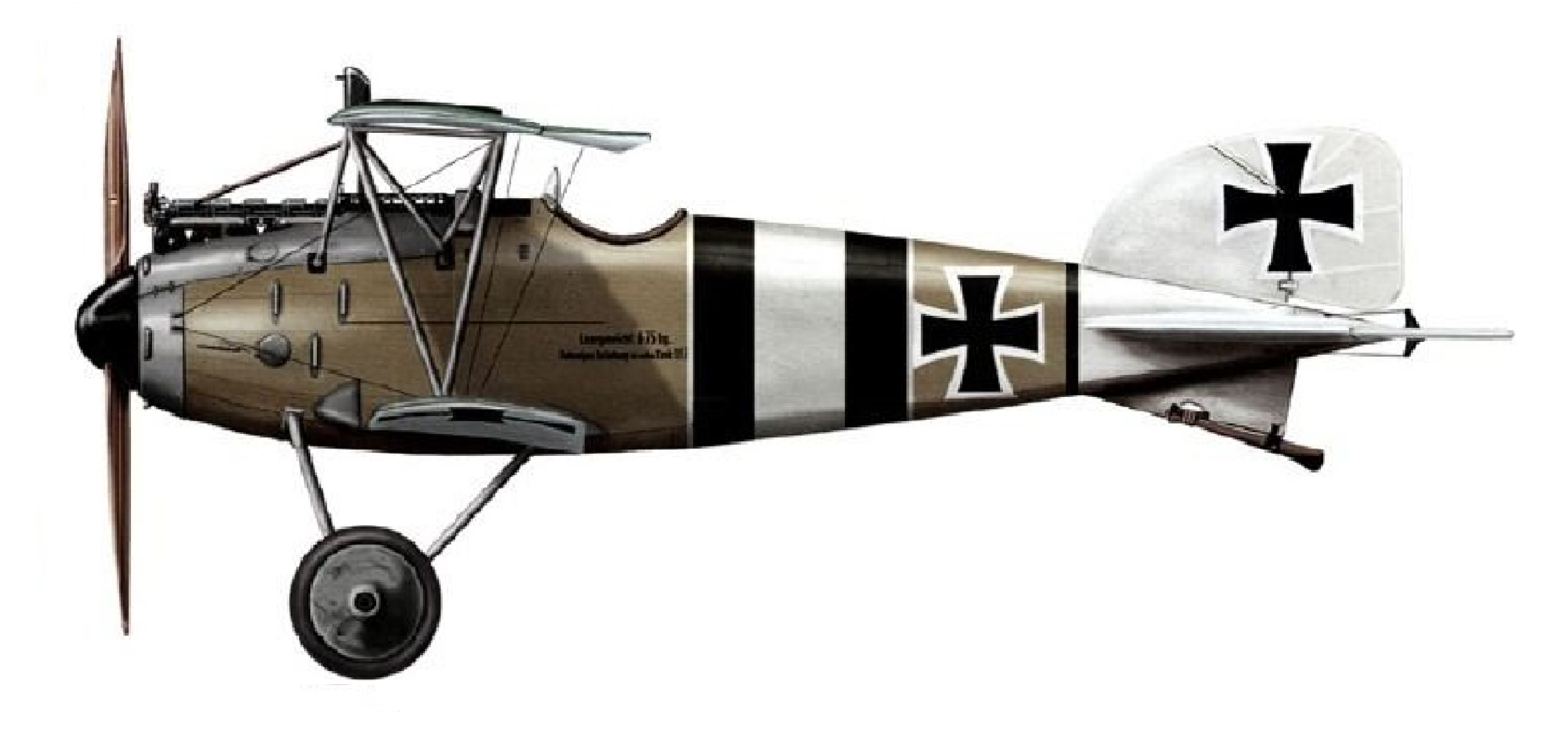
Albatros D.III del tenente Franz Pernet con i colori della Jasta 2 nel 1917.